# Campeonato Mundial de Halterofilismo de 2017 - Até 105 kg masculino
A categoria até 105 kg masculino foi um evento do Campeonato Mundial de Halterofilismo de 2017, disputado no Centro de Convenções Anaheim, em Anaheim, nos Estados Unidos, no dia 4 de dezembro de 2017. 

## Calendário
Horário local (UTC-8) 
| Dia           | Horário | Fase    |
| ------------- | ------- | ------- |
| 4 de dezembro | 10:55   | Grupo B |
| 4 de dezembro | 17:25   | Grupo A |

## Medalhistas
| Evento    | Ouro               | Ouro   | Prata                  | Prata  | Bronze             | Bronze |
| --------- | ------------------ | ------ | ---------------------- | ------ | ------------------ | ------ |
| Arranque  | Ali Hashemi (IRI)  | 183 kg | Ivan Efremov (UZB)     | 182 kg | Jorge Arroyo (ECU) | 181 kg |
| Arremesso | Seo Hui-yeop (KOR) | 222 kg | Artūrs Plēsnieks (LAT) | 222 kg | Ali Hashemi (IRI)  | 221 kg |
| Total     | Ali Hashemi (IRI)  | 404 kg | Artūrs Plēsnieks (LAT) | 402 kg | Ivan Efremov (UZB) | 399 kg |

## Recordes
Antes desta competição, o recorde mundial da prova era o seguinte:
| Recorde         | Tipo      | Atleta               | Peso   | Local  | Data                   |
| Recorde Mundial | Arranque  | Andrei Aramnau (BLR) | 200 kg | Pequim | 18 de agosto de 2008   |
| Recorde Mundial | Arremesso | Ilya Ilyin (KAZ)     | 246 kg | Grózni | 12 de dezembro de 2015 |
| Recorde Mundial | Total     | Ilya Ilyin (KAZ)     | 437 kg | Grózni | 12 de dezembro de 2015 |

## Resultado
Os resultados foram os seguintes. 
| Pos.              | Atleta                    | Grupo | Arranque (kg) | Arranque (kg) | Arranque (kg) | Arranque (kg)     | Arremesso (kg) | Arremesso (kg) | Arremesso (kg) | Arremesso (kg)    | Total |
| Pos.              | Atleta                    | Grupo | 1             | 2             | 3             | Resultado         | 1              | 2              | 3              | Resultado         | Total |
| ----------------- | ------------------------- | ----- | ------------- | ------------- | ------------- | ----------------- | -------------- | -------------- | -------------- | ----------------- | ----- |
| Medalha de ouro   | Ali Hashemi (IRI)         | A     | 178           | 183           | 186           | Medalha de ouro   | 215            | 221            | 221            | Medalha de bronze | 404   |
| Medalha de prata  | Artūrs Plēsnieks (LAT)    | A     | 176           | 176           | 180           | 4                 | 217            | 221            | 222            | Medalha de prata  | 402   |
| Medalha de bronze | Ivan Efremov (UZB)        | A     | 182           | 186           | 186           | Medalha de prata  | 210            | 215            | 217            | 5                 | 399   |
| 4                 | Seo Hui-yeop (KOR)        | A     | 172           | 177           | 177           | 14                | 216            | 222            | 228            | Medalha de ouro   | 394   |
| 5                 | Arkadiusz Michalski (POL) | A     | 173           | 176           | 176           | 13                | 220            | 227            | 227            | 4                 | 393   |
| 6                 | Vasil Gospodinov (BUL)    | A     | 175           | 176           | 178           | 8                 | 214            | 214            | 220            | 7                 | 392   |
| 7                 | Alireza Soleimani (IRI)   | A     | 177           | 183           | 184           | 9                 | 215            | 222            | 223            | 6                 | 392   |
| 8                 | Marcos Ruiz (ESP)         | B     | 170           | 177           | 180           | 6                 | 200            | 211            | 215            | 8                 | 391   |
| 9                 | Jin Yun-seong (KOR)       | A     | 176           | 176           | 180           | 5                 | 207            | 215            | 215            | 12                | 387   |
| 10                | Wes Kitts (USA)           | A     | 165           | 172           | 176           | 11                | 202            | 203            | 210            | 10                | 386   |
| 11                | Sargis Martirosjan (AUT)  | A     | 178           | 182           | 184           | 7                 | 203            | 208            | 210            | 13                | 381   |
| 12                | Jorge Arroyo (ECU)        | B     | 173           | 178           | 181           | Medalha de bronze | 192            | 197            | 197            | 20                | 373   |
| 13                | Akbar Djuraev (UZB)       | B     | 164           | 169           | 174           | 12                | 194            | 199            | 203            | 15                | 373   |
| 14                | Ryunosuke Mochida (JPN)   | A     | 165           | 165           | 165           | 16                | 208            | 217            | 218            | 11                | 373   |
| 15                | Ian Wilson (USA)          | A     | 165           | 171           | 172           | 15                | 202            | 210            | 211            | 14                | 367   |
| 16                | Hernán Viera (PER)        | B     | 145           | 150           | 150           | 25                | 197            | 205            | 211            | 9                 | 356   |
| 17                | Arnas Šidiškis (LTU)      | B     | 154           | 160           | 165           | 17                | 191            | 195            | 195            | 21                | 351   |
| 18                | Hiroaki Shiraishi (JPN)   | B     | 155           | 160           | 160           | 18                | 195            | 205            | 205            | 17                | 350   |
| 19                | Pardeep Singh (IND)       | B     | 145           | 149           | 153           | 21                | 188            | 196            | 201            | 16                | 349   |
| 20                | Jiří Gasior (CZE)         | B     | 150           | 153           | 156           | 19                | 190            | 195            | 195            | 18                | 348   |
| 21                | Hsieh Wei-chun (TPE)      | B     | 153           | 153           | 159           | 20                | 193            | 193            | 194            | 19                | 347   |
| 22                | Tomas Li-čin-chai (LTU)   | B     | 150           | 150           | 156           | 22                | 180            | 187            | 191            | 22                | 341   |
| 23                | Owen Boxall (GBR)         | B     | 147           | 151           | 151           | 24                | 180            | 185            | 190            | 24                | 332   |
| 24                | Richmond Osarfo (GHA)     | B     | 138           | 138           | 142           | 26                | 181            | 186            | 190            | 23                | 332   |
| 25                | Mikkel Andersen (DEN)     | B     | 143           | 148           | 152           | 23                | 175            | 180            | 182            | 25                | 330   |
| —                 | Salwan Jassim (IRQ)       | A     | 177           | 177           | 177           | 10                | 217            | 217            | 221            | —                 | —     |
| —                 | Leho Pent (EST)           | B     | 158           | —             | —             | —                 | —              | —              | —              | —                 | —     |